# Zofia Ołdak
Zofia Ołdak (znana też jako Zofia Wdówkówna lub Zofia Wdówkówna-Ołdak) (ur. 14 maja 1930 w Łodzi) – polska reżyserka, animatorka i operatorka filmowa. 

## Życiorys
Absolwentka Wydziału Operatorskiego PWSFiT w Łodzi (1960, dyplom 1962). Debiutowała w Studio Małych Form Filmowych Se-ma-for w 1961 roku animacją lalkową Hydraulicy. W Studio tym zrealizowała jeszcze lalkowy film Klient nasz pan (1963). Od 1964 roku związała się ze Studiem Miniatur Filmowych w Warszawie gdzie pracowała do roku 1991, z przerwą na realizację serialu o Plastusiu w Se-ma-forze.  
Zrealizowała ok. 40 filmów krótkometrażowych (animowanych, fabularnych dla dzieci i dla dorosłych oraz dokumentalnych). Znana przede wszystkim ze swoich krótkometrażowych filmów animowanych dla dzieci i młodzieży. Jest autorką takich animacji, jak m.in. O grzebieniu, który nie chciał myć zębów (1966), Pchła Szachrajka (1967), Co się zdarzyło w szatni? (1970), Uwaga! Pociąg! (1973), Nie wolno (1974), Czerwone stop! Zielone jedź! (1979), Tato, nie bój się dentysty (1985). Największą popularność przyniosły jej dwie serie filmowe – Piesek w kratkę (1968–1971) i Plastusiowy pamiętnik (1980–1981). Jest reżyserką i scenarzystką jednego filmu fabularnego Halo, jestem tutaj! (1991). 
W środowisku filmowym znana też jako wieloletnia (od 1968) działaczka Stowarzyszenia Filmowców Polskich. Ponadto należała do: SPATiF-ZASP (1962–1968), ZAiKS-u (od 1962), AIFA (Association Internationale du Film d’Animation, od 1971) czy Centre International du Film pour l’Enfance et la Jeunesse. 
10 października 2012 roku, w dniu rozpoczęcia trzeciej edycji Se-Ma-For Film Festival w Łodzi, w ramach projektu Łódź Bajkowa odsłonięto pomnik Plastusia – bohatera serialu w reżyserii Zofii Ołdak.
Jest jedną z bohaterek książki Jerzego Armaty Anima. Mistrzowie polskiej animacji (wyd. EGoFILM, Warszawa 2025).

## Nagrody i wyróżnienia
- III Nagroda na Festiwalu Etiud PWSFTviT w Warszawie za etiudę Rebus (1960)
- II Nagroda „Srebrny Smok Wawelski” na III Ogólnopolskim Festiwalu Filmów Krótkometrażowych w Krakowie w kategorii filmów animowanych za Klient nasz pan (1963)
- Srebrne Koziołki na Międzynarodowym Festiwalu Filmów Młodego Widza „Ale Kino!” w Poznaniu za film animowany Sam jak pies (1969)
- Nagroda Prezesa Rady Ministrów za twórczość dla dzieci i młodzieży (1984)
- Odznaka Honorowa ZAiKS-u (1988)[4]
- Nagroda na VII FF Katolickich w Niepokalanowie dla najlepszego filmu katechetycznego, dla filmu Hallo, jestem tutaj! (1992)
- Srebrny Medal „Zasłużony Kulturze Gloria Artis” (2008)[5]
- Nagroda Stowarzyszenia Filmowców Polskich (2015)[6]
- Platynowe Koziołki przyznane na Międzynarodowym Festiwalu Filmów Młodego Widza „Ale Kino!” w Poznaniu za całokształt działalności twórczej (2015)